# Sandalus cribricollis
Sandalus cribricollis är en skalbaggsart som beskrevs av Van Dyke 1923. Sandalus cribricollis ingår i släktet Sandalus och familjen Rhipiceridae. Inga underarter finns listade i Catalogue of Life.